# Coccoloba marginata
Coccoloba marginata är en slideväxtart som beskrevs av George Bentham. Coccoloba marginata ingår i släktet Coccoloba och familjen slideväxter. Inga underarter finns listade i Catalogue of Life.